# Grit Hammer
Grit Hammer z domu Haupt (ur. 4 czerwca 1966 w Saalfeld/Saale) – niemiecka lekkoatletka, specjalistka pchnięcia kulą, medalistka halowych mistrzostw świata i Europy. Odnosiła również sukcesy w podnoszeniu ciężarów.

## Kariera lekkoatletyczna
Startując w reprezentacji Niemieckiej Republiki Demokratycznej zdobyła brązowy medal w pchnięciu kulą (przegrywając jedynie z Claudią Losch z Republiki Federalnej Niemiec i Natalją Lisowską) na halowych mistrzostwach Europy w 1990 w Glasgow. Jako reprezentantka zjednoczonych Niemiec zajęła 7. miejsce w tej konkurencji na halowych mistrzostwach Europy w 1992 w Genui i 5. miejsce na halowych mistrzostwach Europy w 1994 w Paryżu.
Zdobyła brązowy medal w pchnięciu kulą na halowych mistrzostwach świata w 1995 w Barcelonie, przegrywając tylko ze swą koleżanką z reprezentacji Niemiec Kathrin Neimke i z Connie Price-Smith ze Stanów Zjednoczonych (pierwotna zwyciężczyni Łarisa Pieleszenko została pozbawiona medalu z powodu dopingu).
Grit Hammer była wicemistrzynią NRD w pchnięciu kulą na otwartym stadionie w 1987 i brązową medalistką w 1989 oraz halową wicemistrzynią w 1990 i brązową medalistką w 1988. Była również wicemistrzynią Niemiec na otwartym stadionie w 1994, a w hali była wicemistrzynią w 1992, 1994 i 1995 oraz brązową medalistką w 1991.

## Rekordy życiowe
Rekordy życiowe Grit Hammer:
- pchnięcie kulą – 20,72 m (11 czerwca 1987, Neubrandenburg)
- rzut dyskiem – 65,96 m (13 lipca 1984, Lipsk)

## Kariera w podnoszeniu ciężarów
Hammer zajęła 4. miejsce na mistrzostwach świata w 1994 w Stambule w kategorii ponad 83 kg, a także 4. miejsce w tej samej kategorii wagowej na mistrzostwach Europy w 1994 w Rzymie. Była mistrzynią Niemiec w kategorii ponad 83 kg w 1993 i wicemistrzynią w 1994.